# Slověne. International Journal of Slavic Studies
«Slověne = Словѣне» (/слове́не/ — произношение условное: название представляет собой исходную форму этнонима славяне, записанное параллельно латиницей и кириллицей) — международный славистический рецензируемый журнал, издаётся Институтом славяноведения РАН с 2012 года. Редакция находится в Москве.
С 2015 года индексируется в международной библиографической базе данных Web of Science (в рамках Emerging Sources Citation Index) и входит в Список научных журналов ВАК Минобрнауки России, с 2016 года включён в библиографическую и реферативную базу данных Scopus.
Периодичность — два номера в год. Языки публикации — все славянские, а также основные европейские: английский, немецкий, французский и итальянский.

## История
Журнал «Slověne = Словѣне» был основан решением Учёного совета Института славяноведения РАН (Москва) 6 декабря 2011 г. Первый номер вышел в конце августа 2012 г. В конце сентября 2012 г. появилась первая версия сайта журнала (http://slovene.ru/), где он с тех пор размещается в открытом доступе одновременно с выходом печатной версии. В августе 2014 г. электронная версия журнала была запущена на базе платформы Open Journal Systems (OJS).

## Открытый доступ
Журнал присоединился к Будапештской инициативе «Открытый Доступ». Согласно данным международной базы данных SHERPA RoMEO, которая предоставляет информацию о политике самоархивации и открытого доступа научных журналов, журналу присвоена «голубая» цветовая категория, свидетельствующая о том, что редакция позволяет авторам свободно распространять опубликованные статьи в формате издательских оригинал-макетов. Все материалы журнала доступны сразу же после публикации по лицензии Creative Commons BY-ND не только на официальном сайте журнала, но и в национальных репозиториях «Научная электронная библиотека» (НЭБ) и «КиберЛенинка».

## Редколлегия
Главный редактор — доктор филол. наук, член-корреспондент РАН Фёдор Борисович Успенский. Члены редколлегии представляют 10 стран мира: Мария Йовчева, Ангел Николов, Искра Христова-Шомова (Болгария); Андраш Золтан (Венгрия); Бьёрн Вимер, Роланд Марти (Германия); Марчелло Гардзанити (Италия); Йос Схакен (Нидерланды); А. И. Грищенко (ответственный редактор), свящ. Михаил Желтов, Е. И. Кислова, Р. Н. Кривко, М. М. Макарцев, Ф. Р. Минлос, А. М. Молдован, С. Л. Николаев, Т. В. Рождественская, А. А. Турилов, Б. А. Успенский (Россия); Ясмина Грекович-Мейджор, Татьяна Суботин-Голубович (Сербия); Александр Жолковский, Роберт Романчук, Алан Тимберлейк, Уильям Федер (США); Милан Михалевич, Мате Капович (Хорватия); Вацлав Чермак (Чехия).

## Индексация в библиографических базах данных
- РИНЦ
- Linguistic Bibliography Online
- Slavic Humanities Index
- Ulrich’s Periodicals Directory
- Directory of Open Access Journals
- EBSCOhost
- Index Copernicus
- ERIH PLUS
- MLA International Bibliography & Directory of Periodicals
- Linguistics Abstracts Online
- Web of Science
- Scopus